# 1996 w literaturze
Wydarzenia literackie w 1996 roku.

## Proza beletrystyczna i literatura faktu

### Język polski

#### Pierwsze wydania
- Wojciech Cejrowski – Kołtun się jeży
- Marek Gajdziński – Głowa konia
- Roman Honet – alicja
- Stanisław Lem
  - Sex Wars
  - Tajemnica chińskiego pokoju
  - Zagadka. Opowiadania
- Wiesław Myśliwski – Widnokrąg
- Marek Nowakowski – Powidoki 2. Wspomnij ten domek na Gęsiówce… (Alfa-Wero)
- Hanna Samson – Zimno mi, mamo
- Andrzej Sapkowski – Chrzest ognia (trzecia część sagi)
- Olga Tokarczuk – Prawiek i inne czasy
- Adam Wiedemann – Samczyk

#### Tłumaczenia
- Nicola Chiaromonte – Granice duszy
- P.D. James – Śmierć każdego dnia (Death of an expert witness), przeł. Joanna Ociepka (Wydawnictwo Książnica)[1]
- Amos Oz – Aż do śmierci (Ad mawet), (Rebis)

### Pozostałe języki
- Helen Fielding – Dziennik Bridget Jones (Bridget Jones’s Diary)
- Dennis Lehane – Ciemności, weź mnie za rękę (Darkness, Take My Hand)
- Gabriel García Márquez – Raport z pewnego porwania (Noticia de un secuestro)
- Chuck Palahniuk – Podziemny krąg (Fight club)
- Sapphire – Push

## Poezja

### Język polski

#### Pierwsze wydania
- - Ryszard Krynicki – Magnetyczny punkt
  - Krystyna Rodowska – Na dole płomień W górze płomień
  - Tadeusz Różewicz – Zawsze fragment

#### Tłumaczenia
- Ezra Pound – * Pieśni (przeł. Leszek Engelking, Kuba Kozioł, Andrzej Szuba i Andrzej Sosnowski, wybór Andrzej Sosnowski), wyd. PIW

## Prace naukowe i biografie

### Język polski
- Antoni Jozafat Nowak – Będą przepędzać demony (Por. Mk 16,17)
- Adam Pomorski – Duchowy proletariusz. Przyczynek do dziejów lamarkizmu społecznego i rosyjskiego kosmizmu XIX i XX wieku (Na marginesie antyutopii Andrieja Płatonowa) (Open, Warszawa)
- Władysław Panas – Pismo i rana. Szkice o problematyce żydowskiej w literaturze polskiej (Wydawnictwo Dabar)[2]
- Jerzy Szymik – Problem teologicznego wymiaru dzieła literackiego Czesława Miłosza. Teologia literatury
- Agata Tuszyńska – Singer. Pejzaże pamięci

### Pozostałe języki
- Norman Davies – Europa. Rozprawa historyka z historią (Europe: A History)
- Samuel P. Huntington – Zderzenie cywilizacji i nowy kształt ładu światowego (The Clash of Civilizations and the Remaking of World Order)
- Stanislao Loffreda
  - Luce e vita nelle antiche lucerne della Terra Santa
  - La Ceramica di Macheronte e dell’Herodion (90 a.C. 135 d.C.)

## Urodzili się
- 29 maja – Rebecca F. Kuang, amerykańska pisarka fantasy chińskiego pochodzenia

## Zmarli
- 5 stycznia – Janusz Poray-Biernacki, polski pisarz i żołnierz (ur. 1907)
- 9 stycznia – Walter M. Miller, amerykański pisarz science fiction (ur. 1923)
- 14 stycznia – Stanisław Łukasiewicz, polski prozaik (ur. 1907)
- 24 stycznia – Yūki Shōji, japoński pisarz (ur. 1927)
- 26 stycznia – Harold Brodkey, amerykański pisarz (ur. 1930)
- 28 stycznia
  - Iosif Brodski, rosyjski pisarz, noblista (ur. 1940)
  - Jerry Siegel, amerykański twórca komiksów (ur. 1914)
- 8 lutego – Lidia Czukowska, rosyjska pisarka i krytyk literacki (ur. 1907)
- 10 lutego – Björn-Erik Höijer, szwedzki pisarz (ur. 1907)
- 11 lutego – Amelia Rosselli, włoska poetka (ur. 1930)
- 12 lutego – Bob Shaw, irlandzki pisarz science-fiction (ur. 1931)
- 17 lutego – Hervé Bazin, francuski poeta i prozaik (ur. 1911)
- 3 marca – Marguerite Duras, francuska pisarka (ur. 1914)
- 15 marca – Wolfgang Koeppen, niemiecki pisarz (ur. 1906)
- 18 marca
  - Odiseas Elitis, grecki poeta (ur. 1911)
  - Jacquetta Hawkes, brytyjska archeolog i pisarka (ur. 1910)
  - Lew Ozierow, radziecki poeta (ur. 1914)
- 22 marca – Claude Mauriac, francuski pisarz (ur. 1914)
- 14 kwietnia – Helena Stankiewicz, polska poetka (ur. 1904)
- 20 kwietnia – Christopher Robin Milne, brytyjski pisarz (ur. 1920)
- 24 kwietnia – Wanda Chylicka, polska pisarka (ur. 1911)
- 5 maja – Ai Qing, chiński poeta (ur. 1910)
- 1 lipca – Steve Tesich, serbsko-amerykański nowelista i dramaturg (ur. 1942)
- 10 lipca
  - Czesław Centkiewicz, polski pisarz i podróżnik (ur. 1904)
  - Eno Raud, estoński pisarz (ur. 1928)
- 13 września - Wiktor Woroszylski, polski poeta, prozaik i tłumacz (ur. 1927)
- 22 września – Agata Budzyńska, polska poetka (ur. 1964)
- 26 września – Alicja Iwańska, polska poetka i prozaiczka (ur. 1918)
- 27 września  – Albert Ayguesparse, belgijski pisarz francuskojęzyczny (ur. 1900)
- 29 września – Shūsaku Endō, japoński pisarz (ur. 1923)
- 7 października – Wiesław Górnicki, polski prozaik i reportażysta (ur. 1931)
- 16 października – Eric Malpass, brytyjski pisarz (ur. 1910)
- 2 listopada – Artur Międzyrzecki, polski poeta, tłumacz literatury francuskiej i anglosaskiej (ur. 1922)
- 27 listopada – Lili Berger, polsko-żydowska pisarka, krytyk literacki (ur. 1916)
- 7 grudnia – José Donoso, chilijski pisarz (ur. 1924)
- 10 grudnia – Maryna Zagórska, polska tłumaczka literatury (ur. 1906)
- 12 grudnia – Konstanty Stecki, polski prozaik (ur. 1917)
- 14 grudnia – Gaston Miron, kanadyjski poeta (ur. 1928)
- 15 grudnia – Mieczysław Czychowski, polski poeta i artysta malarz (ur. 1931)
- 20 grudnia – Carl Sagan, amerykański pisarz i popularyzator nauki (ur. 1934)
- 21 grudnia – Christine Brückner, niemiecka pisarka (ur. 1921)
- 29 grudnia – Dorothy Livesay, kanadyjska poetka (ur. 1909)
- 31 grudnia – Lew Oszanin, rosyjski poeta (ur. 1912)

## Nagrody
- International IMPAC Dublin Literary Award – David Malouf za Remembering Babylon
- Nagroda Goncourtów – Pascale Roze, Le Chasseur Zéro
- Nagroda Kościelskich – Jacek Baczak, Marcin Świetlicki
- Nagroda Nobla – Wisława Szymborska
- Nagroda Vilenica – Adam Zagajewski